# لينسباير
لينسباير هي توزيعة تتميز بسهولة نظام ويندوز ويمكنها تشغيل بعض من برامج ويندوز بالإضافة لبرامج لينكس، موفرة بذلك جسراً إلى عالم جديد.
يستخدم لينسباير تقنية سي إن آر، مما يسمح للمستخدمين بإضافة البرامج إلى أجهزتهم بمجرد ضغطة واحدة على الماوس, تقنية Click-N-Run WarehouseTM هي مكتبة على الإنترنت مكونة من المئات من البرامج التي توافق احتياجات بيئات العمل والمنزل.
ما يميز لينسباير أنه سريع التنصيب والتشغيل, ولا يحتاج إلى إعدادات, يمكنك تنصيب لينسباير من داخل ويندوز حيث أنك تحدد فقط القسم المطلوب من القرص الصلب فيقوم برنامج التحميل بعمل جميع الإعدادات, ثم يصبح النظام قابل للتشغيل.
- الإيجابيات: مصمم للمبتدئين, السرعة والسهولة في التنصيب, تقنية Click-N-Run
- السلبيات: مرتفع الثمن نسبياً, دفعة سنوية للحصول على برامج لينسباير من الويب, يحتاج إلى المزيد من الجهد لإزالة الأخطاء.